# Parco nazionale di Iriomote-Ishigaki
Il parco nazionale di Iriomote-Ishigaki (西表石垣国立公園, Iriomote-Ishigaki kokuritsukōen) è un parco nazionale del Giappone situato sulle Isole Yaeyama, nel Mar Cinese Orientale.
Il parco, chiamato originariamente  "parco nazionale di Iriomote" (西表国立公園 Iriomote kokuritsukōen), comprendeva le isole di Iriomote, Kuroshima, Taketomi, Kohama ed altre isolette delle Yaeyama. Anche le zone di mare circostanti entrarono a far parte del parco.
Nell'agosto 2007, il parco venne esteso anche all'isola di Ishigaki, e ora ricopre 205,69 km². Tuttavia, le isole di Hateruma, Hatoma e Yonagumi non ne fanno parte.
Il parco è noto soprattutto per essere l'habitat del gatto selvatico di Iriomote, chiamato anche yamamayaa o yamamapikarya in okinawense.